# Viliame Iongi

a Compétitions nationales et continentales officielles uniquement.

b Matchs officiels uniquement.
Dernière mise à jour le 18 août 2022.
Viliame Iongi, né le 8 août 1989 à Tofoa (Tonga), est un joueur international tongien de rugby à XV évoluant essentiellement aux postes d'ailier et d'arrière.

## Carrière

### En club
Viliame Iongi a commencé par évoluer en ACTRU Premier Division (championnat du territoire de la capitale australienne) , avec le club des Queanbeyan Whites entre 2010 et 2011, remportant au passage le titre en 2010. En 2011, il est également retenu pour évoluer avec les Brumbies en Super Rugby, mais ne dispute cependant aucun match et n'est pas conservé par la suite.
En 2011, il rejoint la province galloise des Llanelli Scarlets qui évolue en Pro12. Malgré, de bons débuts avec sa nouvelle équipe (quatre essais lors de ses quatre premiers matchs), il ne joue finalement que très peu et n'est pas conservé à l'issue de la saison.
Après avoir joué un an avec Auckland Marist en Nouvelle-Zélande, il rejoint l'Angleterre en 2014 pour évoluer avec le club de Nottingham qui évolue en RFU Championship (deuxième division anglaise). Il effectue deux bonnes saisons avec son nouveau club, inscrivant 14 essais en 36 matchs disputés. Il quitte cependant le club en 2016 pour rejoindre le nouveau championnat américain du PRO Rugby et la franchise des Rush de San Francisco.
En 2018, il dispute le Pacific Rugby Premiership avec le Belmont Shore RC, finissant meilleur marqueur du championnat, et obtenant le trophée du meilleur joueur de la saison,. Il quitte le club en 2019.

### En équipe nationale
Viliame Iongi joue avec l'équipe des Tonga des moins de 20 ans lors du Championnat du monde junior 2009.
Il obtient sa première cape internationale avec l'équipe des Tonga le 8 juin 2011 à l'occasion d'un match contre l'équipe de États-Unis à Esher, comptant pour la Churchill Cup. Il se distingue en marquant un quadruplé lors de ce premier match en sélection.
En 2011, il sélectionné pour participer à la Coupe du monde en Nouvelle-Zélande. Il dispute trois matchs contre la Nouvelle-Zélande, le Canada et la France.
En 2012, il dispute le tournoi de rugby à sept de Gold Coast comptant pour les IRB Sevens World Series.

## Statistiques en équipe nationale
- 21 sélections avec les Tonga entre 2011 et 2016.
- 45 points (9 essais).
- Participations à la Coupe du monde 2011 (3 matchs).